# Platysenta discincta
Platysenta discincta là một loài bướm đêm trong họ Noctuidae.